# 1752 у літературі

## Книги
- «Мікромегас» — філософська повість Вольтера.

## Народились
- 13 червня — Фанні Берні, англійська письменниця.
- 20 листопада — Томас Чаттертон, англійський поет.

## Померли
- 24 жовтня — Християн Фальстер, данський поет, філолог.